# Ihana Dhillon
Ihana Dhillon es una actriz india que ha trabajado en películas de habla hindi y panyabi.
 Debuta en hindi en Bollywood con Hate Story 4. Actuó en películas panyabi como Daddy Cool Munde Fool (2013), Thug Life (2017) y Tiger (2016). Ihana Dhillon participa en un item number (una escena musical dentro de una película) en Nastik (2018).

## Filmografía
- Daddy Cool Munde fool (2013)
- Tiger  (2016)
- Thug Life (2017)
- Hate story 4 (2018)
- Nastik (2018)